# Calvin Jones
Calvin Jones (Omaha, Nebraska; 27 de noviembre de 1970-Omaha, Nebraska; 22 de enero de 2025) fue un jugador estadounidense de fútbol americano que jugó tres temporadas con dos equipos en la posición de running back y fue campeón del Super Bowl XXXI. Jugó para los equipos Los Angeles Raiders y Green Bay Packers con el cual ganó el Super Bowl XXXI.

## Carrera
A nivel universitario jugó para los Nebraska Cornhuskers, donde registró 3166 yardas por tierra y anotó cuarenta touchdown de 1990 a 1993, teniendo su mejor temporada en 1992 donde corrió para 1210 yardas, y logró estar en el tercer equipo All-American en 1993. Su mejor partido a nivel universitario fue el 9 de noviembre de 1991 en su año de novato ante Kansas donde corrió el balón veintisiete veces para 294 yardas y seis touchdowns, incluyendo un acarreo de touchdown de 69 yardas. En esa temporada fue el líder en yardas por acarreo con 8.3.
Fue seleccionado en la tercera ronda del Draft de 1994 por Los Angeles Raiders, equipo con el que jugó sus dos primeras temporadas donde solo tuvo veintisiete acarreos para 112 yardas. En 1996 firma con los Green Bay Packers, equipo con el que gana el Super Bowl XXXI ante los New England Patriots.
Jones luego jugó para el Omaha Beef en 2000.

## Muerte
El 22 de enero de 2025 oficiales de la policía del departamento de Omaha  fueron a la casa de Jones donde habían llegado bomberos por un olor a gas natural. Jones fue encontrado inconsciente en el sótano, y luego fue confirmado como muerto. Estaba usando un generador en lugar de un horno que no funcionaba, y los oficiales citaron como causa de muerte el haber inhalado monóxido de carbono.